# Bichl
Bichl är en kommun och ort i Landkreis Bad Tölz-Wolfratshausen i Regierungsbezirk Oberbayern i förbundslandet Bayern i Tyskland.
Kommunen ingår i kommunalförbundet Benediktbeuern tillsammans med kommunen Benediktbeuern.